# Forteresse Borromée d'Arona

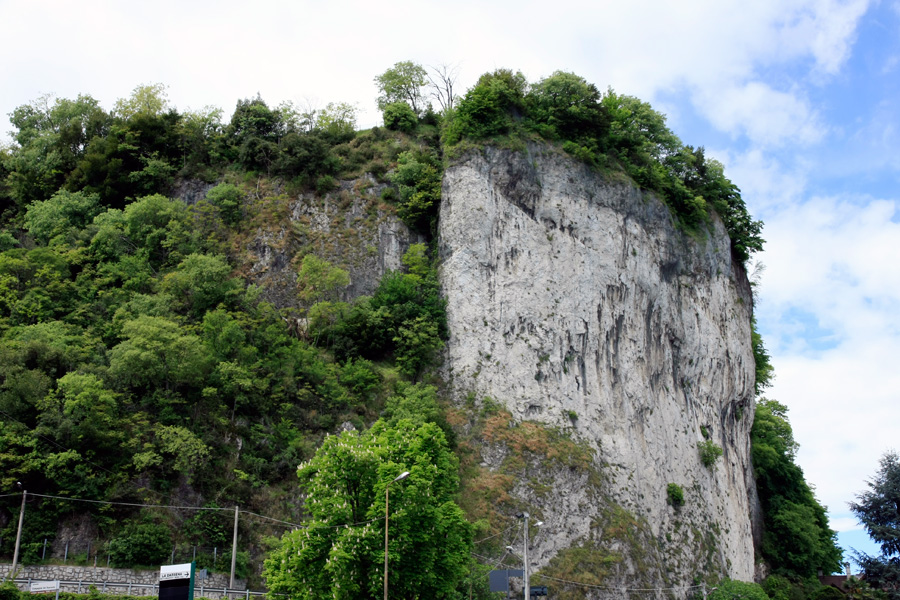
La falaise surplombant la ville sur laquelle se dressait la forteresse

La forteresse Borromée d'Arona, ("Rocca Borromea di Arona" en italien), située sur les hauteurs de la commune d'Arona, était, avant son démantèlement, une place forte surplombant le lac Majeur. Avec sa jumelle - encore intacte et imposante -, forteresse Borromée d'Angera (it), elle était l'un des principaux points de contrôle stratégiques du lac Majeur connu depuis l'Antiquité. Les deux forteresses faisaient alors probablement partie d'un même système de défense sur la partie sud du lac contrôlant ainsi le trafic provenant des Alpes à destination de Milan et Pavie,.

## De la Préhistoire au Moyen-Âge

### La Préhistoire
Nous disposons de peu de documents probants sur le site avant l'arrivée des Visconti. Des objets remontant au Néolithique et conservés au Musée archéologique d'Arona (it) attestent d'une présence sur le site, toutefois, les premières traces de construction sur le site remonteraient à l'Âge de bronze tardif ou au début de l'Âge de fer.

### Le Moyen-Âge
La construction de la forteresse en tant que telle commencerait juste avant l'an mille sous le contrôle des Lombards. Utilisée uniquement à des fins défensives, elle devient au cours des siècles suivants propriété épiscopale et finit par devenir un simple refuge vers les XIe et XIIe siècles.
À la fin du XIIe siècle, Arona entre dans la sphère de Milan et la forteresse est consolidée afin de faire face aux attaques des villes alliées de Frédéric Barberousse.
Les Torriani, seigneurs de Milan s'affrontent ensuite aux Visconti pour le contrôle de la région. Au cours de ces affrontements, la forteresse est prise par Otton Visconti, puis est détruite par l'armée des Torriani et enfin reconstruite en 1277 lorsque les Visconti en prennent définitivement possession après la bataille de Desio.
En 1439, le bâtiment change à nouveau de propriétaire avec toute la ville d'Arona, lorsque Philippe Marie Visconti, alors duc de Milan, le cède conjointement à la ville d'Arona comme fief à Vitaliano I Borromeo,.
Le 26 mai 1445, il devient comte d'Arona et entreprend des travaux d'embellissement et de consolidation de la forteresse et de toute la ville avec l'aval du Duc de Milan. Le port d'Arona est construit alors en contrebas relié à la forteresse par une route secrète. Philippe Ier Borromée (it), fils de Vitalien fait ensuite construire de nouvelles tours et un nouveau cercle de murs autour de la forteresse,.

## Époque moderne

### XVIesiècle
La forteresse a été temporairement retirée à la famille Borromée en 1495-1499 puis en 1500. Elle est finalement rendue à Frédéric Ier Borromée en 1512.

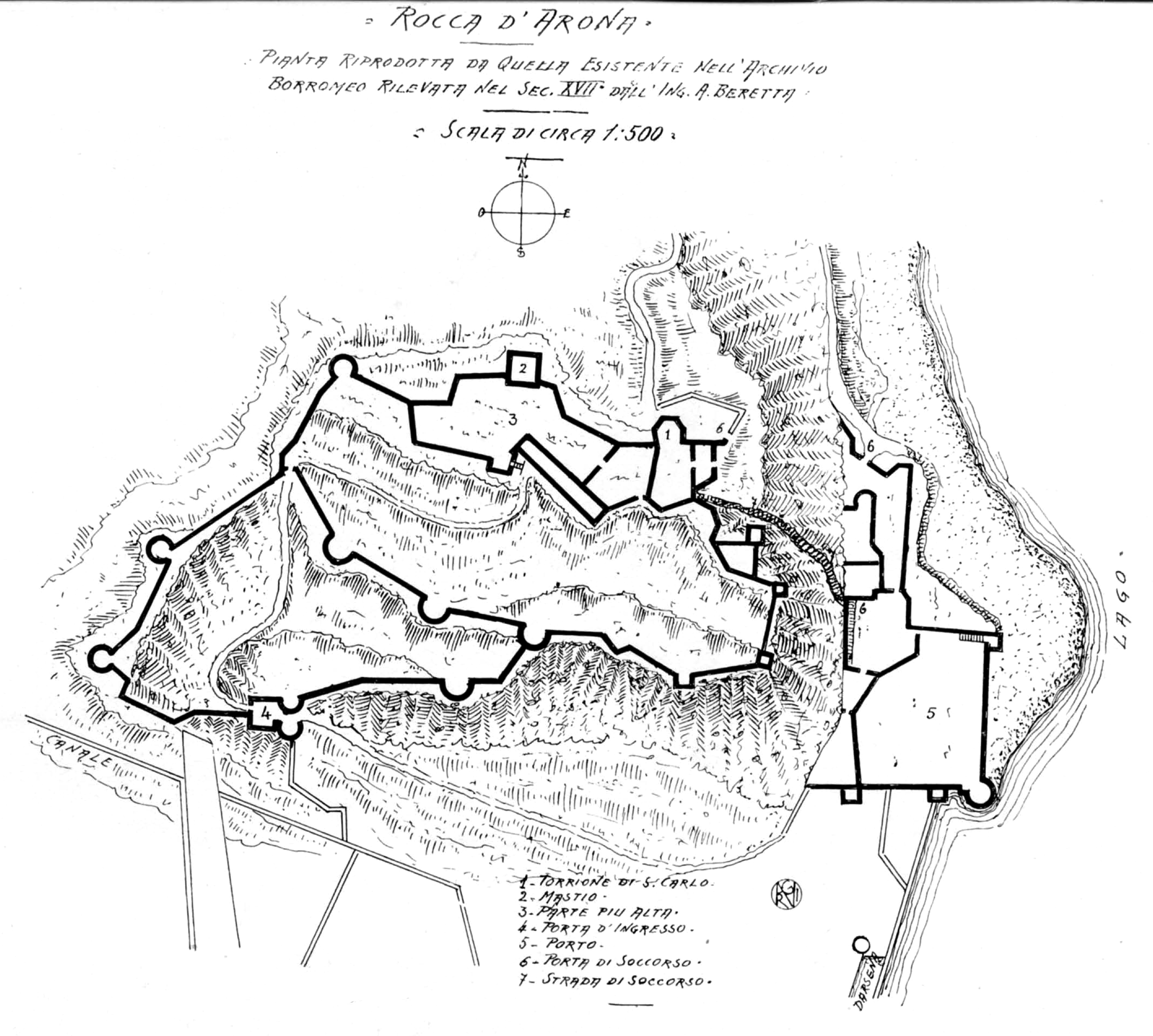
Carte de la forteresse datant du XVIIe siècle.

En ce début de siècle, la forteresse se retrouve au cœur d'affrontements entre les Français et les Espagnols pour la domination de l'Italie. Elle est alors assiégée plusieurs fois par les Espagnols. À cette même époque, la foudre tombe pas moins de sept fois sur les bâtiments provoquant l'explosion de la poudrière.

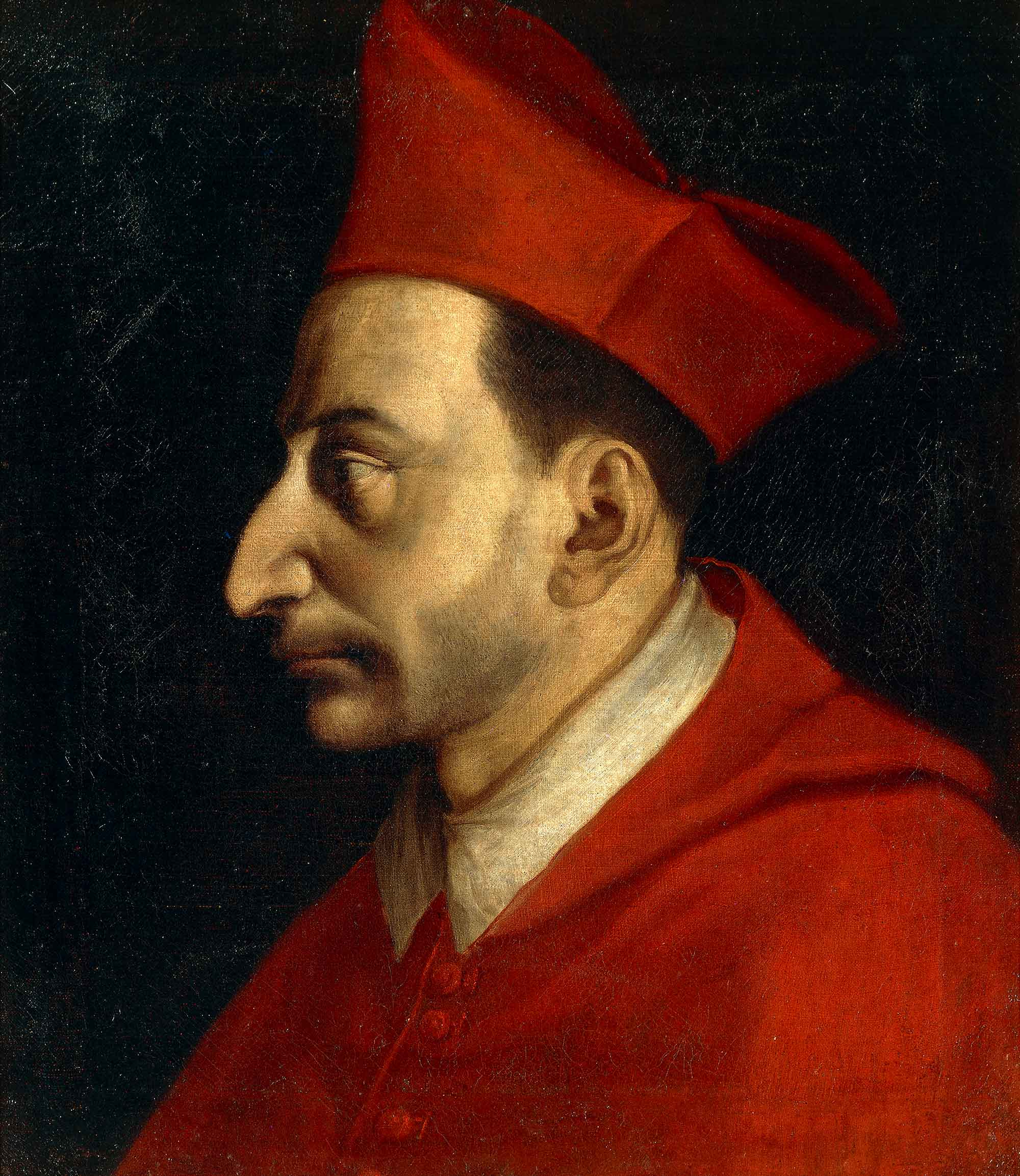
Saint Charles Borromée

Saint Charles Borromée, futur cardinal, y naît le 2 octobre 1538. Dès le XVIIe siècle, les pèlerins affluent pour se recueillir dans la chambre où il est né. Elle est donc reconstituée par la suite dans l'église Saint-Charles sur les hauteurs d'Arona face au Colosse de Saint Charles au sein du Mont Sacré d'Arona. Les restes de la chambre sont encore visibles aujourd'hui entre le Salon des armes et la Porte du secours.
En 1573, la forteresse est occupée à la suite d'une opposition entre saint Charles et le gouverneur espagnol de Milan. Les lieux seront rendus à la famille Borromée quelques années plus tard.

### XVIIesiècle
Le 30 août 1665, la cardinal Frédéric II, patriarche de Jérusalem consacre l'église de la Forteresse à sainte Justine à laquelle la famille voue une dévotion particulière.
Sous l'égide des Borromée, la forteresse résistera aux assauts des Autrichiens, des Espagnols et des Français. Ces derniers tenteront en vain de prendre le forteresse pendant 27 jours en 1525 et en 1644.
En 1673, la foudre tombe sur la forteresse et provoque l'explosion de la poudrière sans causer toutefois plus de dégâts. En revanche, le même incident se reproduit le 20 juillet 1689 provoquant la mort de toute la garnison et des dégâts dans la ville d'Arona.

### XVIIIesiècle
De 1706 à 1743, la forteresse est occupée par les Autrichiens. Le 13 septembre 1743, Charles Emmanuel III de Savoie signe le traité de Worms par lequel la frontière entre le Piémont et la Lombardie aux mains des Autrichiens se place sur le lac Majeur. La forteresse passe donc sous le contrôle du royaume de Sardaigne qui confirme les Borromée dans leurs droits féodaux qui seront finalement abolis en 1797.
À cette époque, la forteresse est de dimension considérable avec trois murs d'enceinte, une tour, un palais et des places d'armes. Des archives de la famille Borromée montrent que des projets d'embellissement étaient encore prévus avec de magnifiques jardins et quatre terrasses reliées entre elles par des escaliers. Le tout devait être surmonté par un temple baroque. Une grotte artificielle devait compléter l'ensemble. Ces projets n'ont jamais vu le jour car les moyens financiers prévus pour ont été utilisés à des fins militaires.

## Époque napoléonienne
Cependant, une description faite par l'ingénieur Garella de la forteresse montre son état d'abandon. En 1798, afin de faire face à la campagne d'Italie menée par Napoléon, des travaux de restauration sont entrepris avec la rénovation des toits et la construction d'un nouveau pont-levis. Ceci n'empêchera pas la perte de la forteresse qui sera prise par les Français puis par les Autrichiens en 1799 et finalement reprise par les Français en juin 1800.
L'histoire de la forteresse d'Arona se termine en 1800 lorsque l'armée napoléonienne reçoit l'ordre de détruire certaines fortifications occupées par les Autrichiens. En effet, après sa victoire à la bataille de Marengo, Napoléon décide de détruire toutes les forteresses détenues par les Autrichiens,. Les travaux de démolition se déroulent du 23 juin 1800 au 22 mars 1801. Les travaux se font à l'explosif et durent neuf mois en raison de la solidité du bâtiment et de différends financiers. En effet, la ville d'Arona et la province du Haut Novara sont chargées de payer les travaux,. Les pierres du bâtiment serviront de ballast pour la construction de la route du Simplon voulue par le même Napoléon.

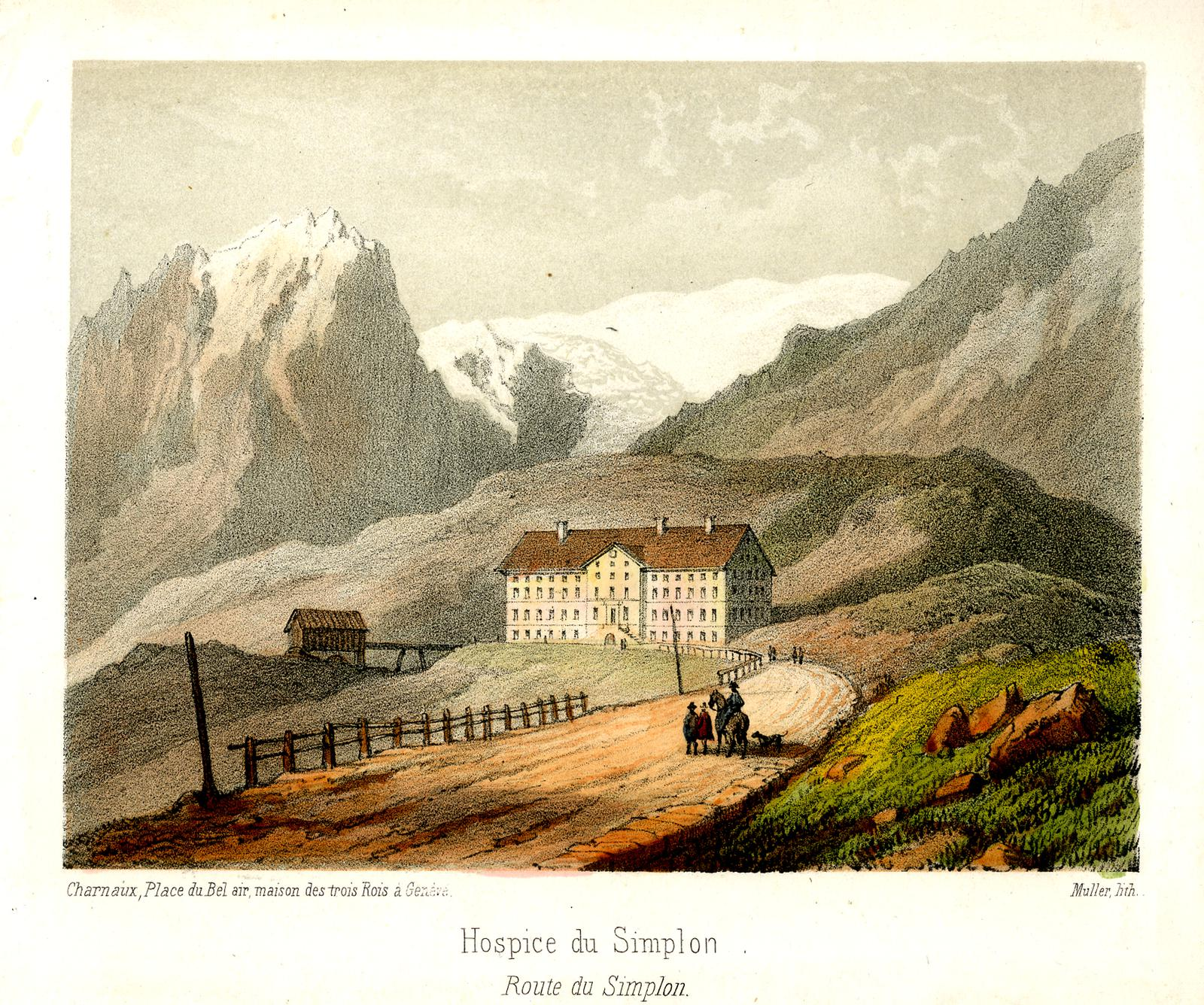
Route du Simplon

Stendhal, témoin de la destruction de démolition, commente ainsi les évènements : « Un fort inexpugnable entouré d'une quintuple enceinte de murs qui en rend impossible l'accès, et avec une tour haute et élancée, dominée par le drapeau tricolore. »
À partir de 1801, le site est utilisé comme terre agricole en particulier pour faire de l'élevage de bovins et de porcs. Le 30 octobre 1807, Eugène de Beauharnais, alors vice-roi d'Italie, rend à Gilbert Borromée (it) le terrain sur lequel se trouvait la forteresse à la condition expresse de ne pas modifier les lieux.

## Époque contemporaine
La forteresse est confiée à la commune d'Arona en 1970. La forteresse devient alors un jardin public,.
Il ne reste aujourd'hui que quelques vestiges du site : les trois enceintes fortifiées, du donjon, de l'oratoire de Saint-Ambroise, du Salon des armes, de la chambre dite "des trois lacs" où est né saint Charles Borromée, le demi-rempart de Saint-Charles, quelques tours (la Tour des Innocents, la Tour basse, la Tour du Tambour, la Tour Mozza) et la Porte du Secours.

De 1994 à 2000, le site a été le théâtre de différents spectacles musicaux avec, entre autres, Tania Maria, Fontella Bass, John Scofield, Dee Dee Bridgewater, Steve Swallow, Little Milton, Michel Petrucciani et Joe Lovano.

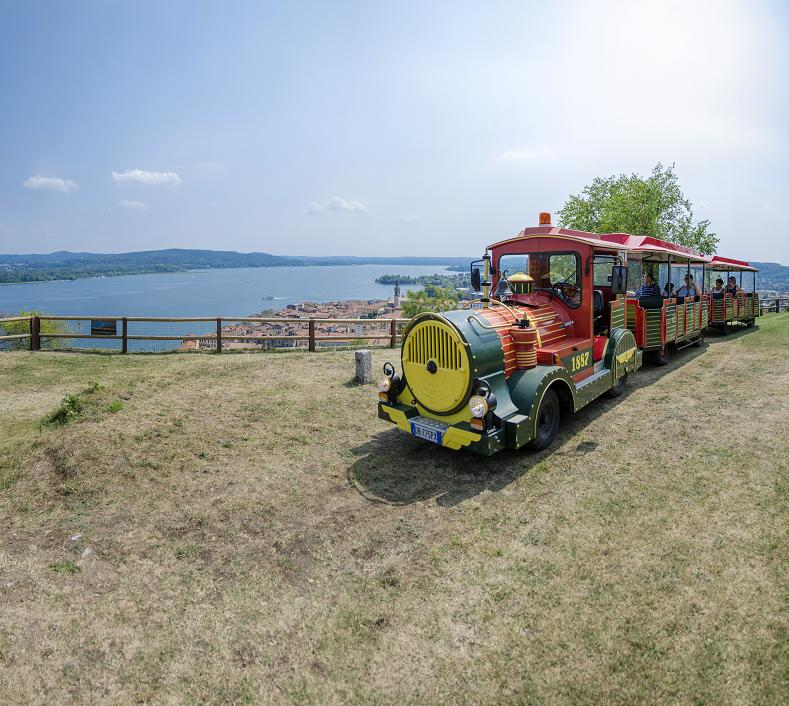
Le train touristique d'Arona qui relie la ville au Colosse de Saint Charles Borromée et à la Forteresse.

En 2002, à la fin du contrat passé avec la famille Borromée et en raison de la dangerosité du site, la forteresse est fermée au public et le restera une dizaine d'années. En 2011, la famille Borromée confie le site à la ville d'Arona par contrat pour une durée de 16 ans,,. Après une mise en sûreté, le Parc rouvre alors ses portes au public en septembre 2011. Les nouveaux aménagements ont été rendus possibles grâce à la participation de partenaires publics (dont la Région du Piémont) et privés mais aussi par la participation de nombreux bénévoles.
Depuis lors, différentes espèces animales présentes initialement sur le site sont réintroduites dans le parc comme des tortues, des ânes, des chèvres, des canards.
Aujourd'hui, la forteresse est un parc public avec un petit bar et une zone de jeu pour enfants qui offre une vue magnifique sur le lac. Elle fait l'objet d'un travail de conservation et de restauration visant à conserver au mieux ce qu'il en reste.

## Galerie de photos

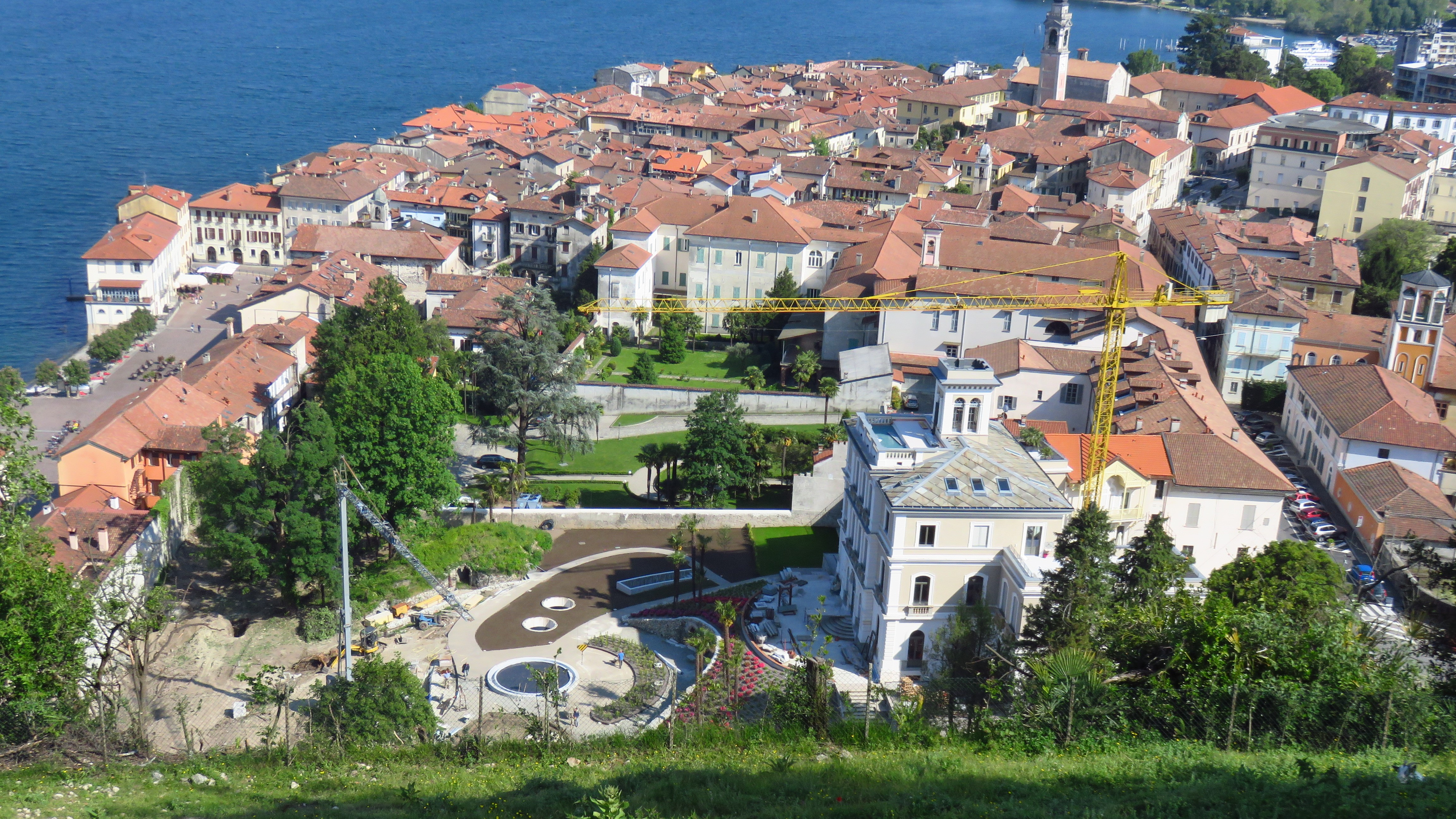
Vue d'Arona depuis la forteresse.
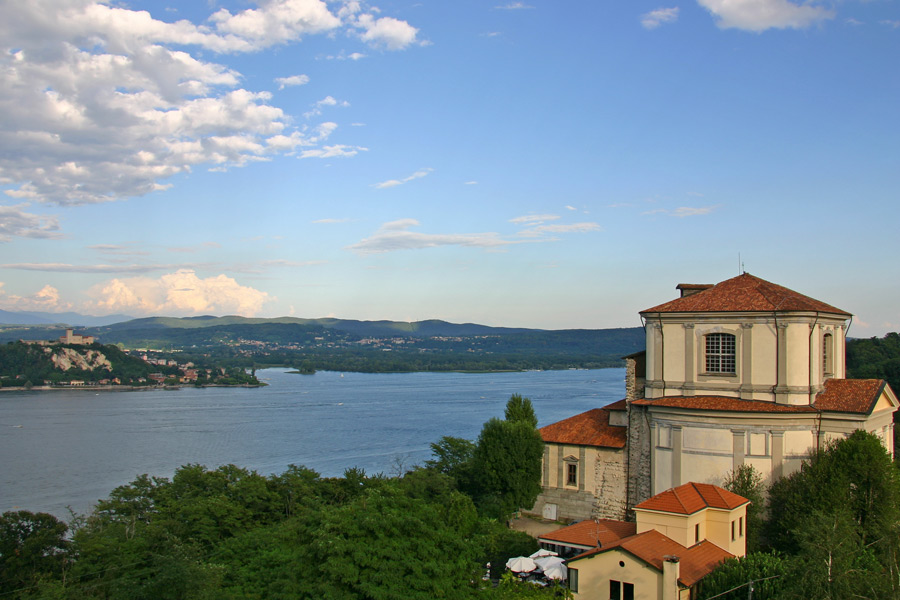
Église Saint-Charles sur le Mont-Sacré d'Arona abritant les vestiges de la Chambre des trois lacs, lieu de naissance de saint Charles Borromée dans la forteresse d'Arona. De l'autre côté du lac, se trouve la forteresse Borromée d'Angera.
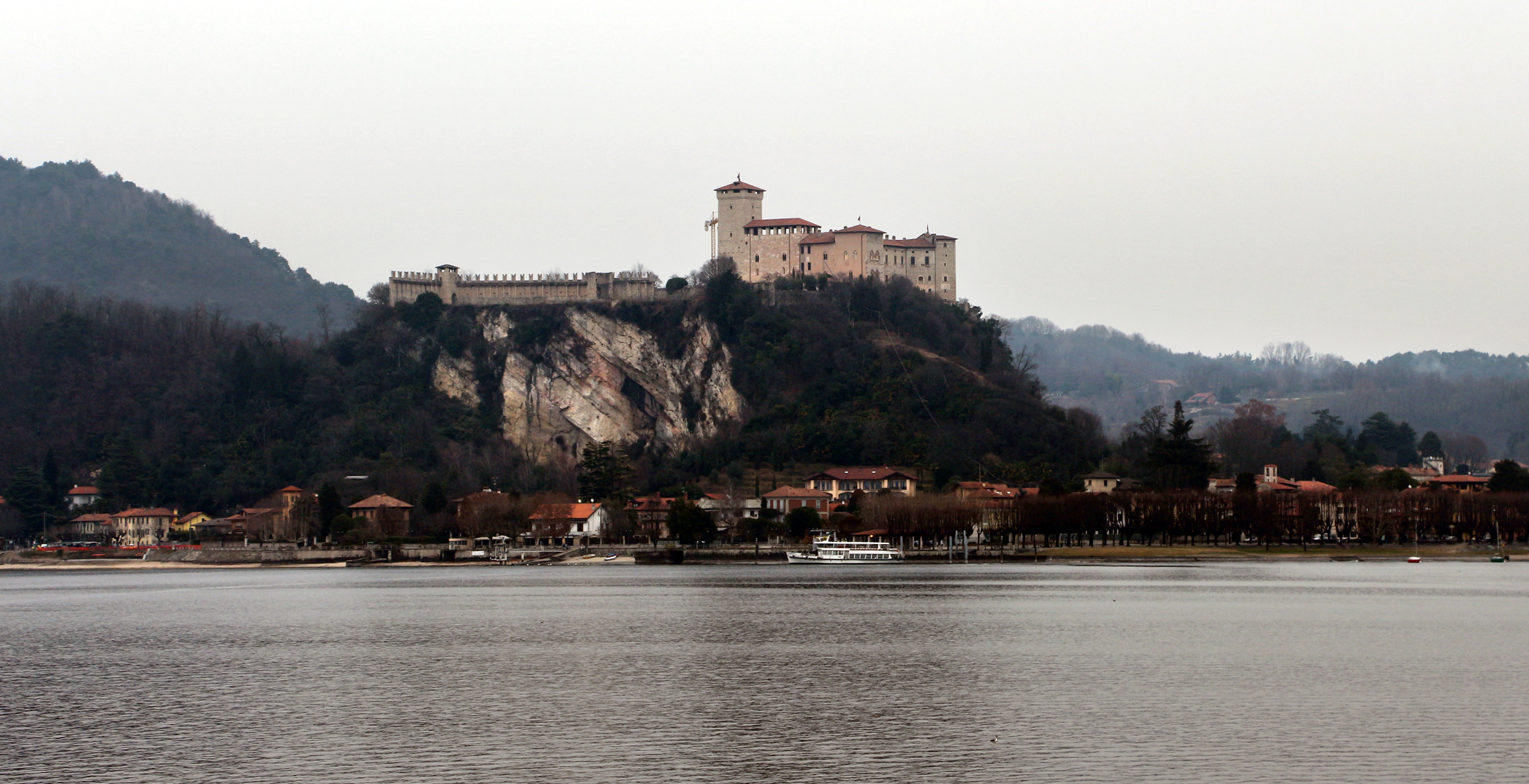
La forteresse Borromée d'Angera (it) sur la rive lombarde du lac Majeur vue depuis Arona.
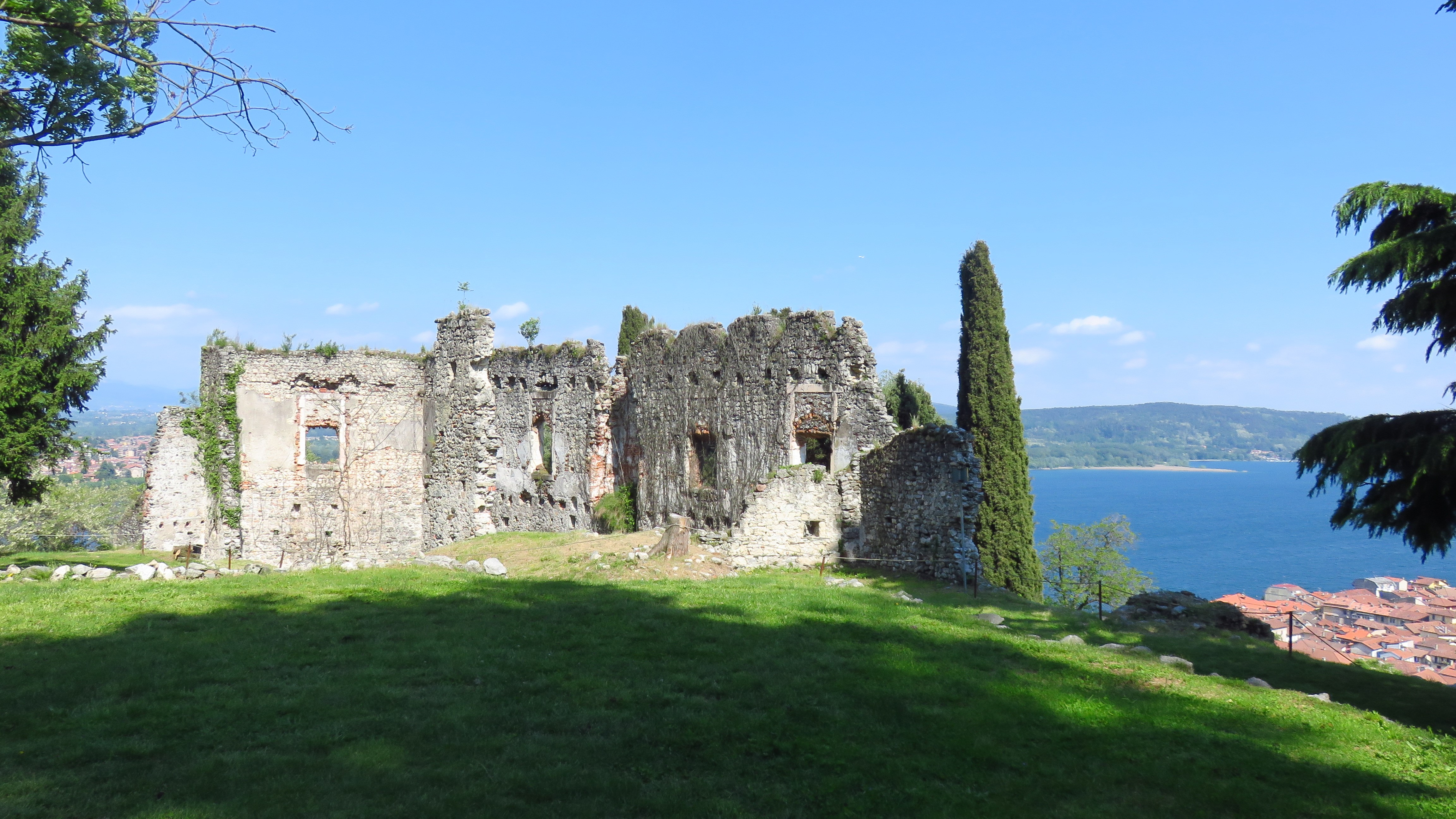
Ruines de la forteresse d'Arona avec le lac Majeur dans le fond.
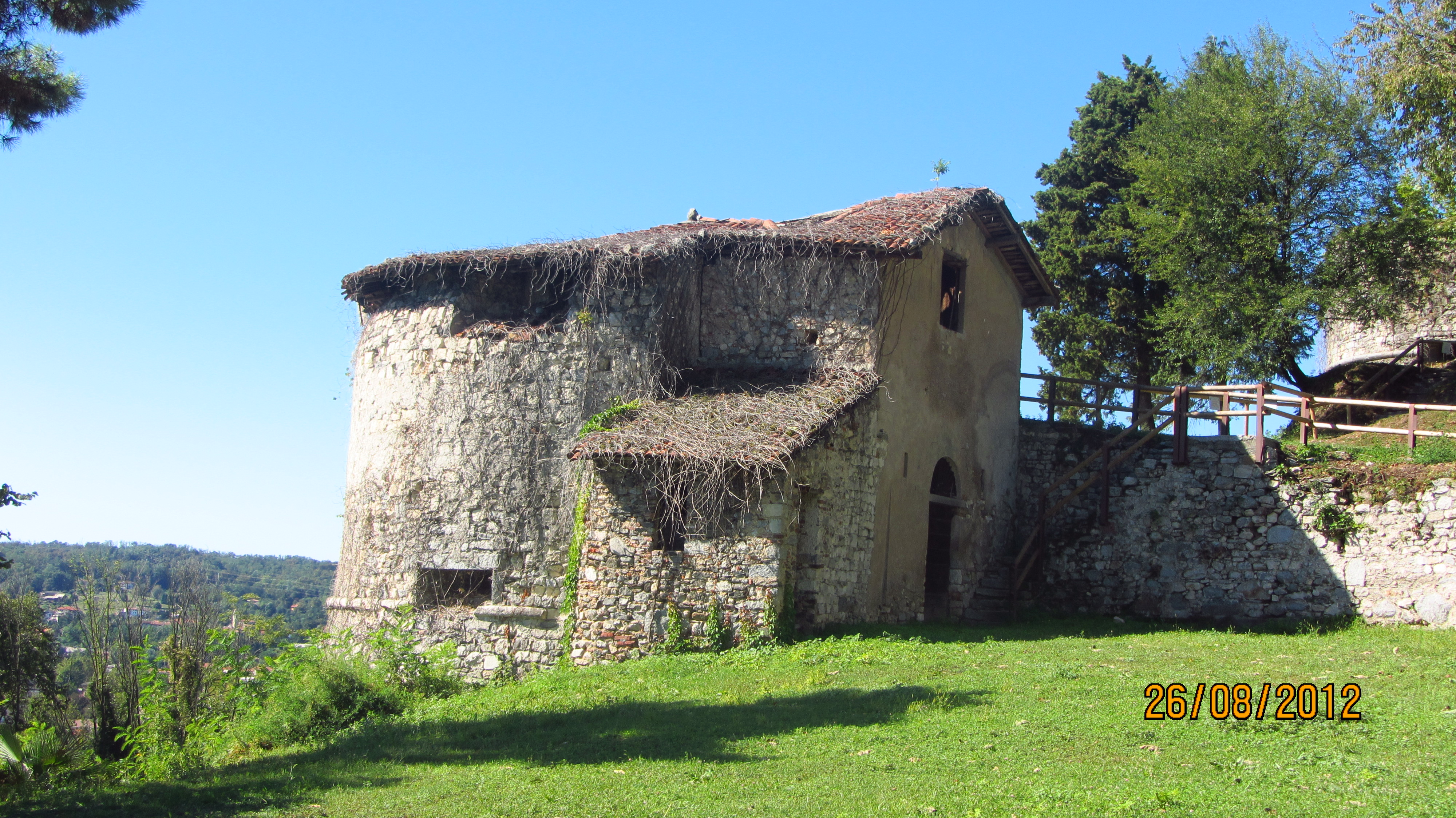
Une des tours les mieux conservées de la forteresse.
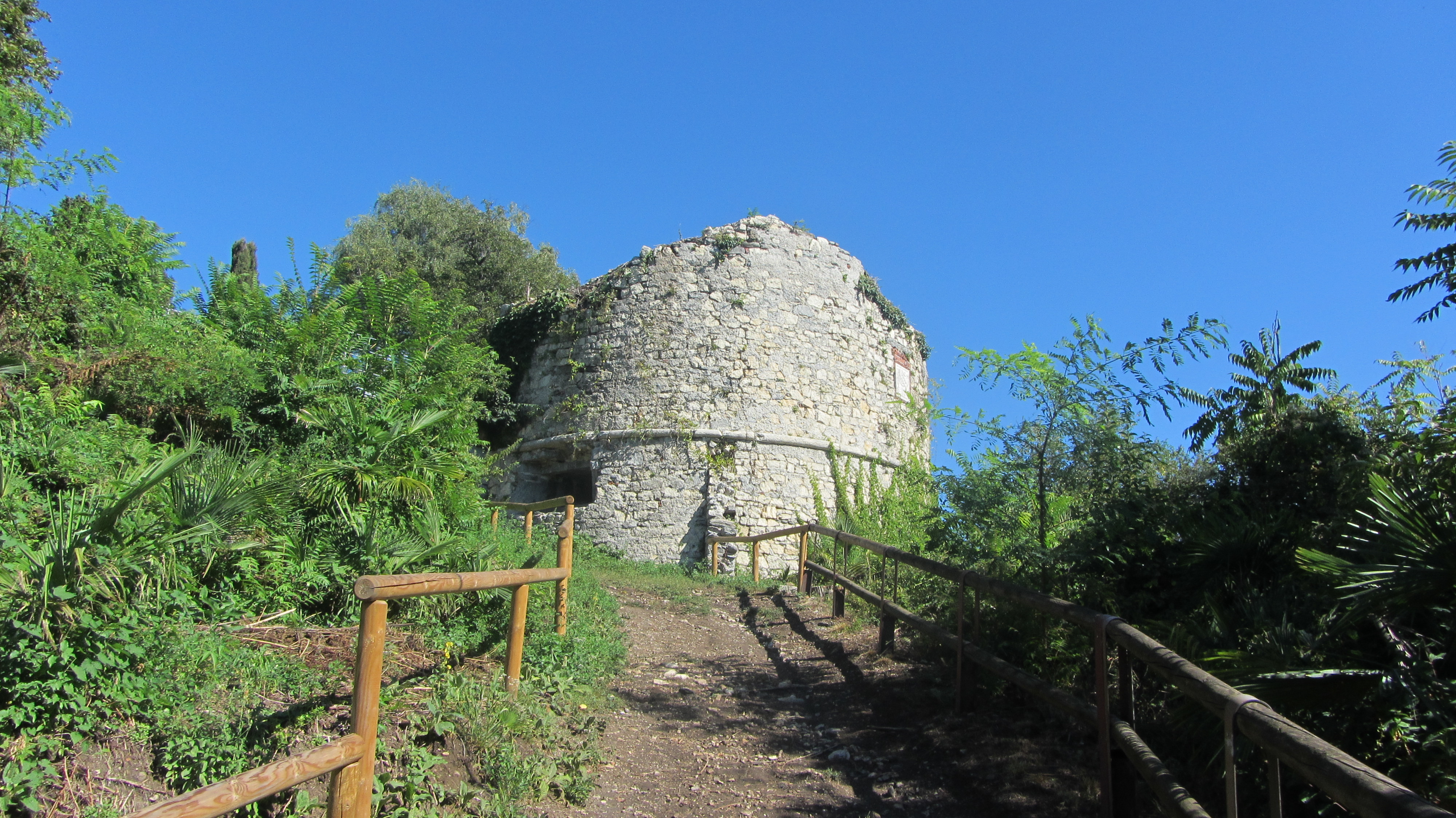
Les restes d'une tour de la forteresse.

#### Familles et personnages remarquables
- Famille Torriani
- Famille Visconti dont Philippe Marie Visconti
- Famille Barromée dont Vitaliano I Borromeo et Saint Charles Borromée

#### Lieux en lien avec la forteresse
- Arona
- Le Lac Majeur
- Le Mont-sacré d'Arona
- Le Colosse de Saint-Charles Borromée
- Les Îles Borromées